# Drömparken

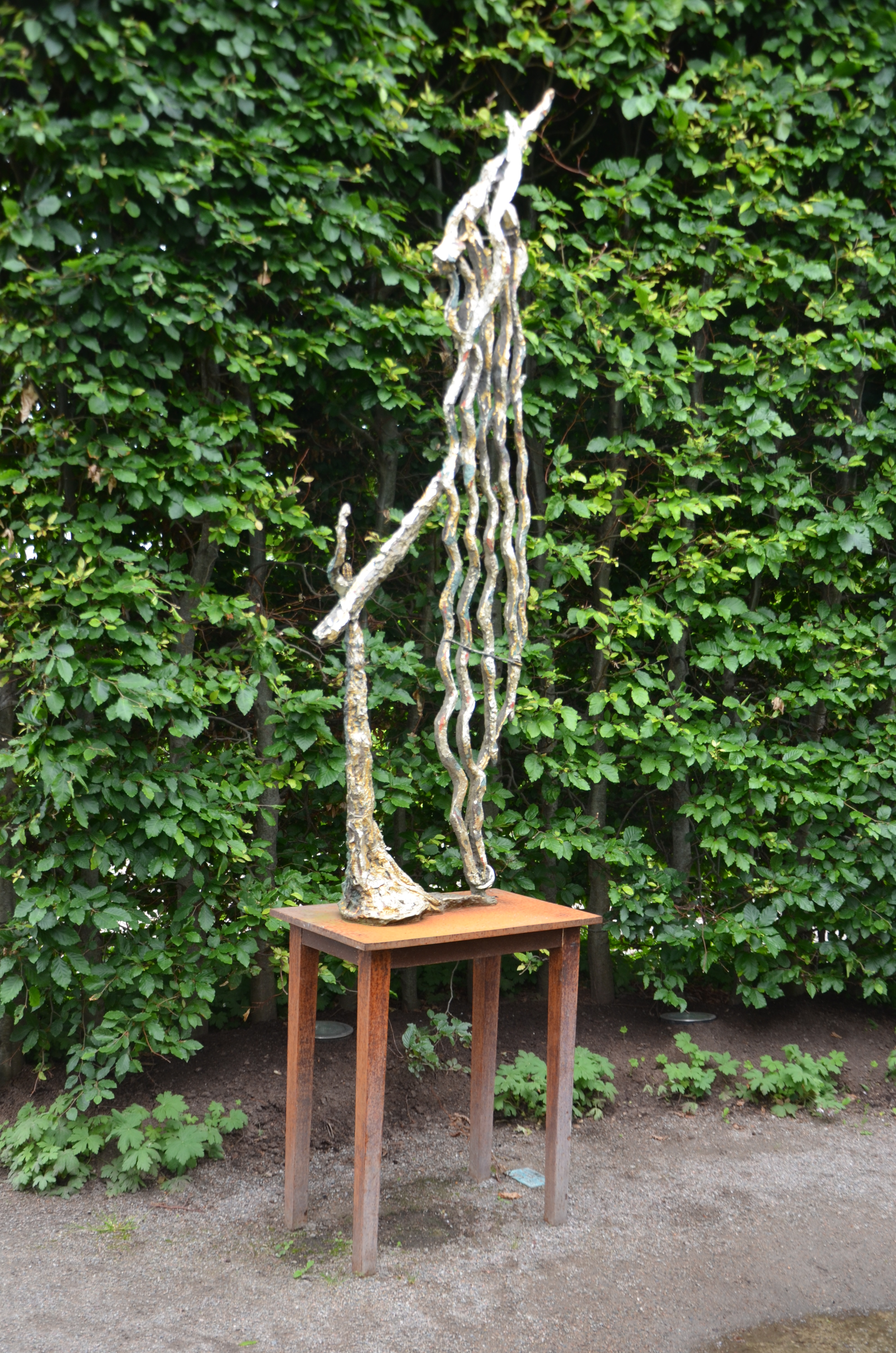
Rune Rydelius Spelande i Drömparken.

Drömparken i Enköping gestaltades av den nederländske trädgårdsarkitekten Piet Oudolf. Den anlades 1996 och byggdes ut 2002. Åren 2008–2009 tillkom konstverket Spelande av Rune Rydelius och parken ljussattes.